# Spirodecospora
Spirodecospora es un género de hongos en la familia Xylariaceae.